# أرتور رويز كاستيلو
أرتور رويز كاستيلو (بالإسبانية: Arturo Ruiz Castillo)‏ هو صانع أفلام وكاتب سيناريو إسباني، ولد في 9 ديسمبر 1910 في مدريد في إسبانيا، وتوفي في 18 يونيو 1994 بسبب نزف مخي.

## وصلات خارجية
- أرتور رويز كاستيلو على موقع IMDb (الإنجليزية)
- أرتور رويز كاستيلو على موقع قاعدة بيانات الفيلم (الإنجليزية)